# Борисова, Вера Никифоровна
Вера Никифоровна Борисова (5 апреля 1938, Орловка, Запорожская область — 23 марта 2008, Феодосия, АР Крым) — передовик советской лёгкой промышленности, вязальщица Феодосийской чулочной фабрики имени 60-летия Советской Украины Министерства лёгкой промышленности Украинской ССР, Крымская область, полный кавалер ордена Трудовой Славы (1988).

## Биография
Родилась 5 апреля 1938 года в селе Орловка Приморского района Запорожской области Украинской ССР. Позже, после окончания школы, переехала в город Феодосию. Стала работать на чулочной фабрике. Окончив двухгодичное обучение в школе фабрично-заводского ученичества стала трудиться вязальщицей. Вскоре вошла в число передовиков производства, работала одновременно на нескольких станках. Была активным помощником молодым специалистам. 
Стала инициатором предложения по досрочному завершению плана девятой пятилетки. Эта инициатива была подхвачена многими работниками Крыма.     
Указом Президиума Верховного Совета СССР от 21 апреля 1975 года была награждена орденом Трудовой Славы III степени. 
Указом Президиума Верховного Совета СССР от 2 августа 1983 года была награждена орденом Трудовой Славы II степени. 
В 1983 году без отрыва от основного места работы завершила обучение в Харьковском механико-технологическом техникуме. Получила квалификацию техник-технолог трикотажного производства. 
Указом Президиума Верховного Совета СССР от 22 ноября 1988 года за успехи, достигнутые при выполнении плана и социалистических обязательств, за разработку и внедрения новых технологий и личный вклад в производство товаров первой необходимости была награждена орденом Трудовой Славы I степени. Стала полным кавалером Ордена Трудовой Славы.
Избиралась членом Крымского обкома и Феодосийского Горкома партии. Была делегатом XXV, XXVI и XXVII съездов КПСС.  
Проживала в городе Феодосии. Умерла 23 марта 2008 года.

## Награды и звания
- Орден Трудовой Славы I степени (22.11.1988);
- Орден Трудовой Славы II степени (02.08.1983);
- Орден Трудовой Славы III степени (21.04.1975);
- Орден Трудового Красного Знамени (27.08.1971);
- Орден Знак Почёта (12.05.1977);
- Лауреат Государственной премии СССР (1981);
- Почётный гражданин города Феодосии (04.11.1985);
- медали.